# Acido perossidisolforico
L'acido perossidisolforico, di formula bruta H2S2O8, è un acido inorganico, uno dei più forti ossidanti usati industrialmente.
Si prepara per elettrolisi con elevato amperaggio, di una soluzione acquosa di acido solforico a circa 10 M tra i 278 e 285 K (5 - 10 °C): all'anodo si ha:
2 H2SO4 → H2S2O8 + 2e-
Se la reazione avviene in soluzione concentrata di idrogenosolfato d'ammonio NH4HSO4 si forma perossidisolfato di ammonio, che precipita in quanto poco solubile.
L'idrolisi del suo sale sodico dà la reazione 
Na2S2O8 + 2 H2O → 2 NaHSO4 + H2O2
che per lungo tempo è stata la reazione di produzione industriale dell'acqua ossigenata, oggi prodotta principalmente tramite ossidazione del 2-etilantrachinolo